# William Chinyama
William Chinyama est un footballeur zambien né le 19 avril 1984 à Lusaka.
Il a notamment participé à la Coupe d'Afrique des nations 2008 avec l'équipe de Zambie.

## Carrière
- 2007- : ZESCO United (Zambie)